# Astragalus owirensis
Astragalus owirensis är en ärtväxtart som beskrevs av Dieter Podlech. Astragalus owirensis ingår i släktet vedlar, och familjen ärtväxter. Inga underarter finns listade i Catalogue of Life.